# 로 리뷰
로 리뷰(law review)는 미국의 로스쿨에서 그 학교를 대표하는 법률 간행물이다. 미국 교수 및 전세계 대학의 교수들이 로리뷰에 논문을 제출하면, 그 중 우수한 논문을 선정하여 등재하는 방식으로 학생들에 의해 독립적으로 운영된다.
로스쿨 2학년과 3학년때 로리뷰에 참여할 수 있으며 1학년 기말고사 후 로리뷰 편집위원을 작문시험과 성적을 기준해 상위 10%-15%만 엄선해서 선발한다. 학교에 따라 오로지 작문시험 결과로 선발하는 경우도 있고 몇몇 학생들은 오로지 성적만으로 뽑는 경우도 있고 작문시험 점수와 성적을 합산에서 선발하는 경우도 있다. 옛날에는 성적만으로 편집위원을 선발했으나 갈수록 작문시험 결과만으로 선발하는 추세이다. 또한 학교에 따라 2학년으로 올라가는 1학년들만 선발하는 경우도 있고 3학년으로 올라가는 2학년들에게도 기회를 주는 경우도 있다. 로리뷰는 대체적으로 그 학교의 최상위권 학생들로만 이뤄져 있고 작문시험 점수로만 선발된 편집위원이라 할지라도 성적과 관계없이 뛰어난 법률 연구/문서작성 능력을 의미하기 때문에 로리뷰에 참여하기 위한 경쟁이 치열하다.
유명한 로리뷰로는 하버드 로리뷰, 예일 로저널, 컬럼비아 로리뷰, 펜실베이니아 대학교 로리뷰 등이 있는데 이 4개 로스쿨의 로리뷰 편집위원이 공동으로 발간하는 법률 인용 지침서인 블루북은 원래 로리뷰 인용방법을 규정한 것인데 미국 법조계에서 표준으로 따르고 있다.
한국의 로리뷰로는 2010년 발간이 시작된 서울대학교 법학평론이 있다.

## 작문 시험
Writing Competition 혹은 Write On이라고 하며 1학년 2학기 기말고사가 끝난 후 (5월 중순) 바로 실시가 된다. 보통 2개의 과제가 주어지는데 하나는 올바른 인용 지침에 맞게 원고를 편집하는 과제와 법률의견서를 작성하는 것이다. 종종 수백페이지의 자료를 부여받고 1주안에 읽고 요약, 분석하여 인용지침에 맞게 작성하여 제출해야 하므로 강도가 세고 무엇보다 지루하다.